# Karl Peter Klügmann

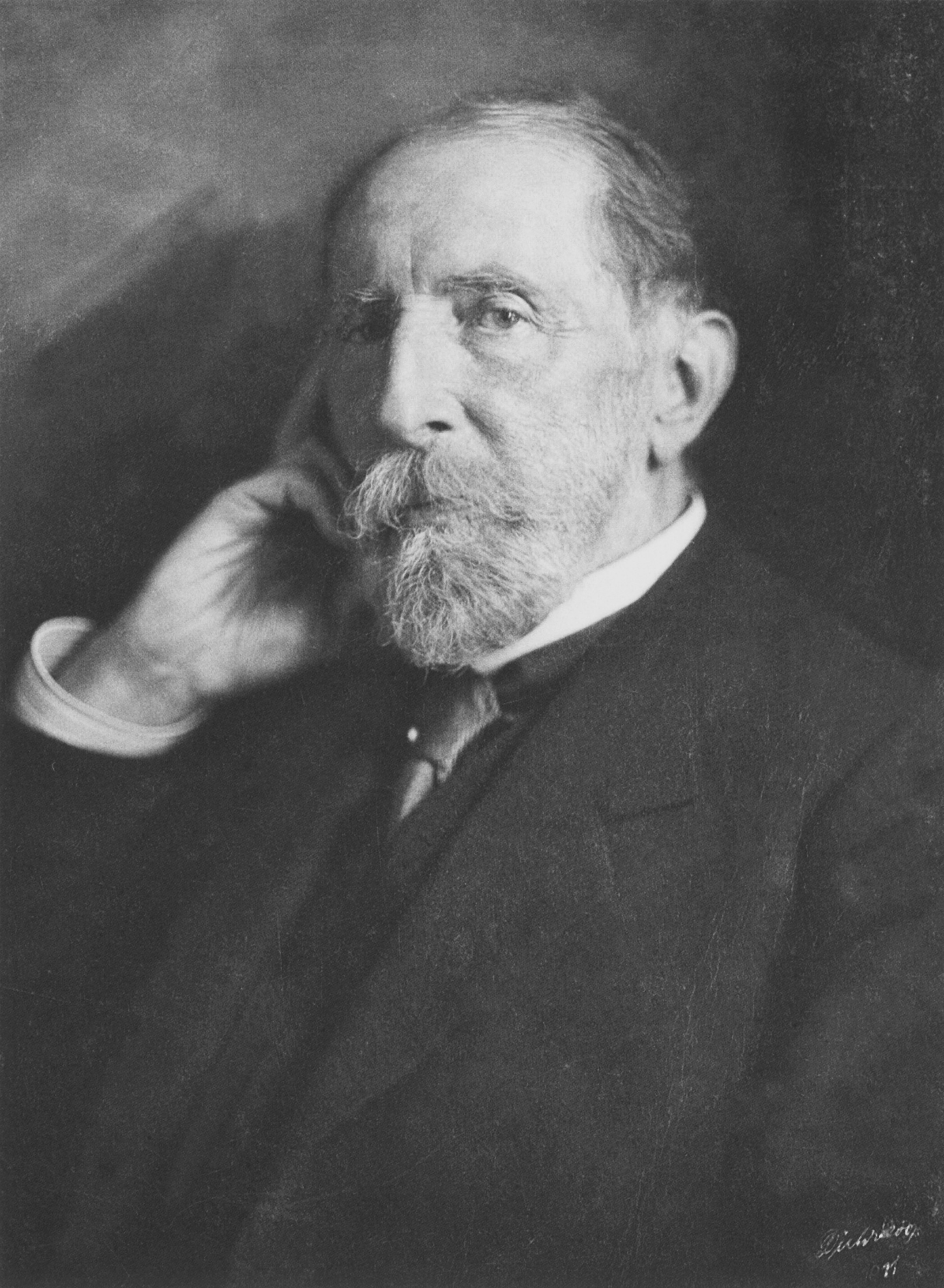
Karl Peter Klügmann, 1911

Karl Peter Klügmann (* 22. Dezember 1835 in der Freien und Hansestadt Lübeck; † 18. Januar 1915 in Berlin) war ein Jurist, lübeckischer Politiker und diplomatischer Vertreter am preußischen Hof.

## Leben

### Herkunft
Karl Peter Klügmann wurde als Sohn des Direktors der lübeckischen Handelsschule, Johann Christian Klügmann, und Anna Katharina Susanna, einer geborenen Thee, geboren. Er ist Bruder von Adolf Klügmann.

### Laufbahn
Nach dem Besuch des Katharineums studierte Klügmann an der Universität in Bonn die Rechtswissenschaften, wo er im Corps Palatia aktiv war. Als promovierter Jurist ließ er sich 1859 in Lübeck nieder und wurde erstmals als Anwalt und Notar zugelassen. Beim Oberappellationsgericht der Freien Hansestädte wurde er 1869 Prokurator.

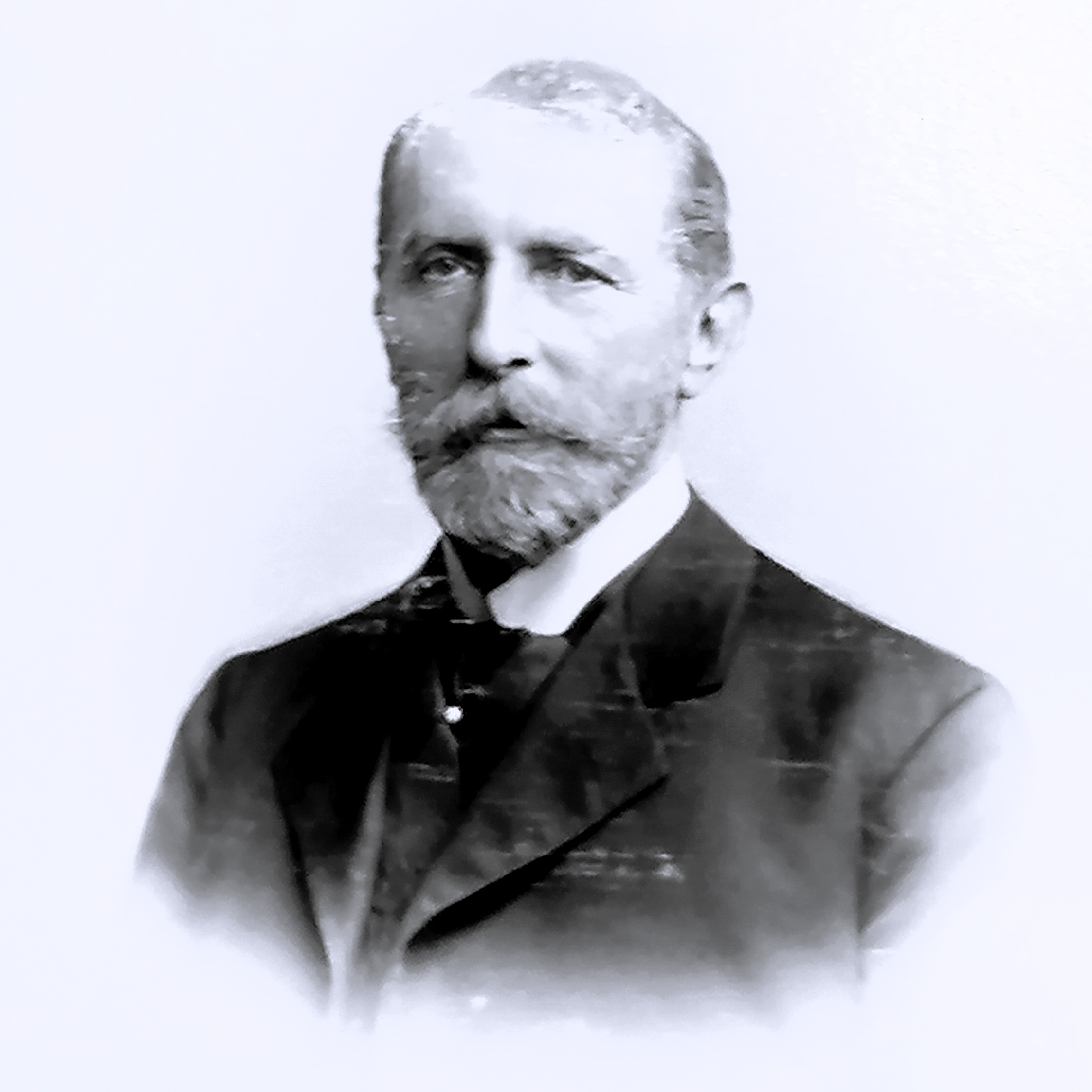
Erwählter Senator

Karl Peter Klügmann

Am innenpolitischen Leben der Stadt nahm Klügmann früh Anteil. Bereits 1864 wurde er in den Ausschuss der Lübeck-Büchener Eisenbahn-Gesellschaft gewählt und 1869 in die Bürgerschaft berufen.
Nach dem Deutsch-Französischen Krieg ernannte ihn der lübeckische Kriegerverein von 1870/71 zu seinem Ehrenmitglied.
Als gemeinsamer Kandidat der nationalen Parteien im Reichstagswahlkreis Hansestadt Lübeck wurde er bei den Reichstagswahlen 1874, 1877 und 1878 zum Abgeordneten der Nationalliberalen Partei im Deutschen Reichstag gewählt. Dort entfaltete er eine vielseitige Tätigkeit, nahm namentlich an den großen handelspolitischen Fragen regen Anteil und war zuletzt Schriftführer des Gesamtvorstandes der Partei.
In einem Schreiben vom 16. Juni 1879 bat William Thomas Mulvany aus Pempelfort (Düsseldorf), Präsident der westfälischen Exportkommission, die lübeckische Kammer in Berlin bei dessen Konferenz und Audienz zur Erwirkung von billigen Eisenbahntarifen zwischen Lübeck, dem Rheinland und Westfalen beim Minister Albert von Maybach teilzunehmen. Im Hinblick darauf, dass der dem Reichstag vorgelegte Entwurf eines Gesetzes über die Warenein- und -ausfuhrstatistik auf den Antrag Klügmanns hin an eine Kommission verwiesen worden war und Klügmann die Handelskammer ersucht hätte, ihn durch Auskunfterteilung zu unterstützen, wurde beschlossen, dass Georg Wilhelm Stange als im Auftrag der Kammer zur Beratung der Vorlage nach Berlin Reisen würde.
Im Jahre 1880 wurde Klügmann als Nachfolger des verstorbenen Senators Overbeck in den Lübecker Senat gewählt. Dort wirkte er insbesondere in den Bereichen Steuern, Reichs- und auswärtige Angelegenheiten sowie der Armendeputation.
Als Klügmann sich 1885 an die lübeckische Handelskammer wandte, um über die Einführung einer Statistik des Warenverkehrs, sowie über damit zusammenhängende Fragen ein kaufmännisches Gutachten einzuholen, wurde wieder Stange nach Berlin delegiert.
Durch die Senate der drei Hansestädte wurde Klügmann am 17. April 1896 nach 16-jährigem Wirken in der höchsten lübeckischen Körperschaft, als Nachfolger des im Januar verstorbenen Friedrich Krüger als Hanseatischer Gesandter und Bevollmächtigter Minister am preußischen Hof in der Tiergartenstraße 17a ernannt. Hier nahm er stets deren Interessen, beispielsweise Lübeck als Sitz der Hanseatischen Versicherungsanstalt auszuwählen, wahr. Zeitgleich übernahm er die Vertretung der Hansestädte im Bundesrat.
In der Reichspolitik hatte Klügmann sich als Referent bedeutsamer handelspolitischer, staats- und völkerrechtlicher sowie kolonialer Vorlagen betätigt.
Klügmann war auch Mitglied des Reichsdisziplinarhofes am Reichsgericht in Leipzig.
Zum 1. Oktober 1913 trat Klügmann in den Ruhestand. Zu seiner Versetzung in den Ruhestand verlieh ihm der Lübeckische Senat mit der goldenen Ehrendenkmünze „Bene Merenti“ die höchstmögliche von ihm zu vergebene Auszeichnung und Hamburg und Bremen die goldene Verdienstmedaille. Bei dessen Abschiedsaudienz am 28. Oktober 1913 verlieh ihm der Kaiser den Roten Adlerorden 1. Klasse.

### Beisetzung

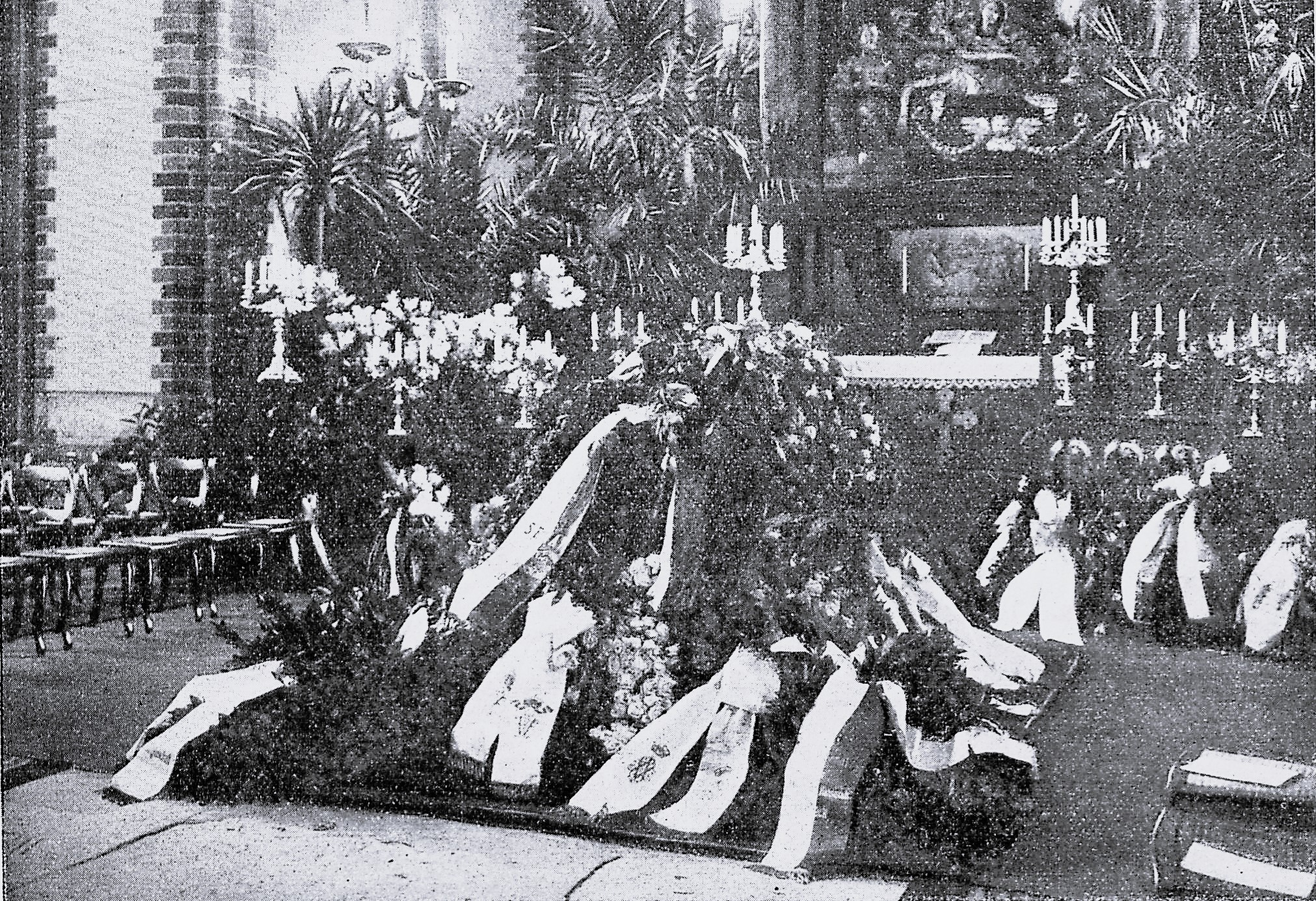
22. Januar 1915

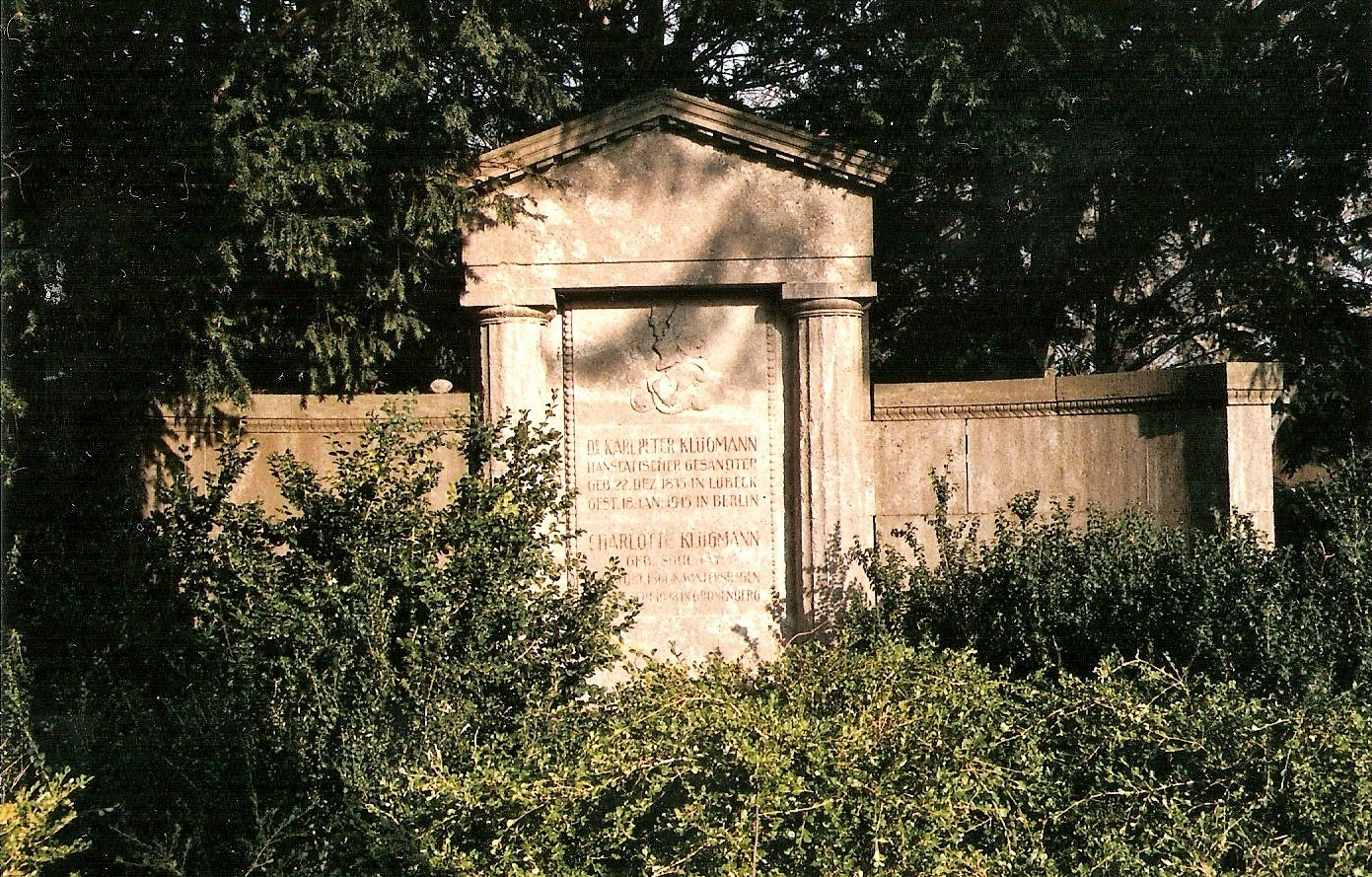
Grabmal auf dem Burgtorfriedhof in Lübeck

Anlässlich seines Todes sandten der Kaiser an den Sohn, die Kaiserin, der Reichskanzler, die Senate der Hansestädte, der Preußische Gesandte bei den Hansestädten sowie sämtliche Minister und Bundesratsbevollmächtigte an seine Witwe der Verdienste des Verstorbenen um der Hansestädte und des Reiches Wohl gedenkende Beileidstelegramme.
Klügmann starb im Alter von 79 Jahren in Berlin. Nach einer Trauerandacht in Berlin wurde sein Leichnam nach Lübeck überführt, wo am 22. Januar 1915 Heinrich Lindenberg in der Jakobikirche die lübeckische Trauerandacht hielt. Anschließend fand die Beisetzung auf dem Burgtorfriedhof statt.

### Familie
Klügmann hatte sich am 6. April 1883 mit Charlotte Souchay (* 31. Oktober 1861 in Wintershagen; † 1. September 1928 in Gronenberg) verheiratet. Die Familie Souchay entstammte einer wohlhabenden hugenottischen Kaufmannsfamilie, die im 18. Jahrhundert aus Frankreich über Hanau nach Lübeck gekommen war. Charlotte war eine Tochter von Wilhelm Souchay (* 23. Juni 1827 in Lübeck; † 15. Mai 1918 in Lübeck, beigesetzt in Süsel), Herr des heute einen Ortsteil von Sierksdorf bildenden Gutes Wintershagen und Bruder des Dichters Theodor Souchay, und dessen Frau Emilie Friederike (* 24. Dezember 1828 in Stuttgart; † 30. März 1915 in Lübeck, beigesetzt in Süsel), einer geborenen Ebner.
Aus der Ehe gingen zwei Söhne, Karl und Adolf, sowie eine Tochter, Karina, hervor.
- Karl Emmanuel, Rechtsanwalt in Hamburg (* 6. April 1884 in Lübeck; † 27. April 1951 bei einem Autounfall in Tuttlingen)
- Wilhelm Adolf (* 12. Mai 1888 in Lübeck)
- Katharina Gertrud Karina (* 27. Oktober 1893 in Lübeck; † 21. Mai 1980) heiratete am 8. Mai 1938 in Ludwigsburg den Baron Hans von Bilfinger, Sohn des 1919 verstorbenen Hermann von Bilfinger (württembergischer General der Infanterie und Generaladjutant von Wilhelm II. von Württemberg)

## Trivia
Klügmann gilt neben Rechtsanwalt Paul Wibel und Robert Peacock als ein mögliches Vorbild für die Figur des Rechtsanwalts Dr. Andreas Gieseke in Thomas Manns Roman Buddenbrooks.